# Charbel Gomez
Codjo Charbel Gomez ou Charbel Gomez est un footballeur international béninois né le 27 janvier 2001 à Cotonou, au Bénin. Il évolue au poste d'attaquant à l'Amiens SC,,.

## Biographie

### Carrière en club
Gomez commence sa carrière de joueur à partir de 2016 avec les jeunes de l'Espoir de Savalou. En 2017, il va rejoindre l'équipe professionnelle de football de l’École supérieure d’administration, d’économie, de journalisme et des métiers de l’audiovisuel, l'ESAE FC,,. Le samedi 29 septembre 2018, après moult tractations et une bataille juridique, il s'envole pour la France pour rejoindre le club d'Amiens SC, d'abord pour un stage de trois mois avant d'être accepté dans le club et promu en équipe A pour la saison 2020-2021, avec son coéquipier en équipe nationale Youssouf Assogba,,.

### Carrière internationale
En 2017, âgé de seulement 16 ans, l'entraîneur de l'équipe du Bénin de football, Oumar Tchomogo, fait appel à lui. Charbel Gomez débute en équipe du Bénin le 3 septembre 2017 face à la Guinée-Équatoriale, lors d'un match amical joué à Malabo,. Le 30 septembre de la même année, l'entraîneur l'appelle derechef pour rejoindre son effectif en prélude aux préparatifs du match amical prévu face au Gabon le 10 octobre à Mallemort en France. 
Il porte également les couleurs de l'équipe du Bénin lors du championnat d'Afrique des nations 2018 qui se déroule au Maroc du 13 janvier au 4 février 2018, la compétition étant organisée par la Confédération africaine de football. Lors de cette compétition internationale disputée avec les Écureuils, il se met en évidence en marquant un but face au pays organisateur. Le score final s'élève à 2-2.